# Izquierda Unida (Argentina, 1997-2005)
Izquierda Unida fue una coalición política de izquierda de la Argentina que existió entre 1997 y 2005. Tuvo el mismo nombre que una coalición similar que existió entre 1987 y 1991. 
En 1997 se formó nuevamente una alianza de nombre Izquierda Unida cuando el Partido Comunista (PCA) y el Movimiento Socialista de los Trabajadores (MST), una de las corrientes provenientes del antiguo MAS, se unieron para presentar una lista unificada de cara a las elecciones legislativas de ese año. 
En las elecciones presidenciales de 2003 su candidata fue Patricia Walsh, hija del periodista desaparecido Rodolfo Walsh, quien obtuvo el séptimo lugar con el 1,7% de los votos válidos. Previamente, Walsh había sido elegida Diputada Nacional por la Ciudad Autónoma de Buenos Aires gracias a haber obtenido más de 94.000 votos, un 7,07% de los votos positivos, en las elecciones legislativas de 2001.
La experiencia se debilitó poco antes de las elecciones legislativas de 2005, cuando el PC decidió formar un frente junto a otras fuerzas progresistas, similar al Frente Amplio uruguayo, mientras que el MST se presentó a elecciones en solitario, llevando a Mario Cafiero, un ex peronista, como candidato a senador por la provincia de Buenos Aires. Sin embargo la alianza se mantuvo en algunas provincias del país.[cita requerida]

## Elecciones

### Elecciones presidenciales
|  | 0.80 % |

|  | 1.73 % |

### Elecciones al congreso
|  | 1.06 % |

|  | 0.81 % |

|  | 3.63 % |

|  | 2.46 % |

|  | 2.12 % |